# (14104) Delpino
(14104) Delpino ist ein Asteroid des Hauptgürtels, der am 2. Oktober 1997 vom italienischen Astronomen Valter Giuliani am Osservatorio Astronomico Sormano (IAU-Code 587) in den lombardischen Voralpen nahe Sormano entdeckt wurde.
Der Asteroid ist Mitglied der Veritas-Familie, einer Gruppe von Asteroiden, die nach (490) Veritas benannt ist und vermutlich vor 8,3 (± 0,5) Millionen Jahren durch das Auseinanderbrechen eines 150 km durchmessenden Asteroiden entstanden ist.
(14104) Delpino wurde am 24. November 2007 nach dem italienischen Astronomen Federico Ernesto Delpino (1946–2007) benannt, der an der Universität Bologna auf den Gebieten der Röntgenstrahlung und der kosmischen Mikrowellenhintergrundstrahlung forschte.